# Joseph Greissing
Joseph Greissing, auch Joseph Greißing und fälschlich Josef Greising oder Joseph Greising (* 9. Januar 1664 in der Pfarre Hohenweiler, einem Dorf im heutigen Bezirk Bregenz, Vorarlberg; † 12. Dezember 1721 in Würzburg), war ein deutscher Architekt. Er war Hofbaumeister in Würzburg sowie Lehrmeister und als fürstlicher Stadt- und Landbaumeister der Amtsvorgänger von Balthasar Neumann.

## Schreibweise
Die Originalautographe zeigen ausschließlich Greissing und selten (nur vor 1705) Greißing. Die Schreibweise Greising ist die Schöpfung eines Würzburger Lokalhistorikers des 19. Jahrhunderts.

## Leben
Joseph Greissing wurde auf einem Bergbauernhof in der Nähe von Bregenz im damaligen Vorderösterreich geboren. Er absolvierte eine Lehre als Zimmermann und arbeitete nicht nur im Bodenseeraum und Oberschwaben, sondern vermutlich auch in der Schweiz. Wichtige Impulse dürfte sein Aufbruch 1694 nach Brünn in Mähren gegeben haben, führte doch der natürliche Reiseweg über Wien. Seit den späten 1690er Jahren in Würzburg als Palier des dortigen Stadtzimmermeisters Johann Adam Nick belegt, setzte er sich nach Nicks 1698 unerwartet eingetretenem Tod erfolgreich gegen die einheimische Zunft durch und wurde im März 1699 Stadtzimmermeister. Als Würzburger Meisterstück – auswärts war er bereits als Bauleiter aufgetreten – trug der Rat der Stadt ihm die Turmkuppel samt Laterne der Neubaukirche auf, eine weit über das übliche Maß hinausgehende Aufgabe, die Greissing mit Bravour löste. Gleichzeitig erwarb er das Bürgerrecht und heiratete 1699 die Würzburger Bürgerstochter Anna Dorothea Margaretha Füsser. Mit ihr hatte er fünf Söhne und fünf Töchter, darunter der spätere Hofzimmermeister Johann Leonhard Greissing (1711–1782).
Ab 1700 wird Greissing bei Kloster- wie auch Staatsbauten explizit als Baumeister (baw meister) bezeichnet. Unter der Protektion des Fürstbischofs Johann Philipp II. von Greiffenclau (reg. 1699–1719) stehend, löste Greissing spätestens nach dem Tod von Antonio Petrini 1701 diesen als Hofbaumeister ab. Dieses Amt hatte er bis 1719 inne. Daneben betrieb er sehr erfolgreich ein stetig wachsendes Großbauunternehmen mit Fachkräften aller Gewerke. Damit war er der erste Bauunternehmer in Mainfranken, der Baukörper „schlüsselfertig“ übergeben hat. Er schloss Verträge, laut denen er den schlüssel über Jedes Lieffern soll, kein Handwerckhs arbeith ausgenohmen und setzte damit im Bausektor Standards, die bis in die heutige Zeit reichen.
Den Kuppelbau optimierte Greissing, indem er die Kuppel mit einem Eisengerüst in Form von statisch besonders günstig platzierten Ringankern stützte und damit den Seitenschub besser auf die Grundmauern ableitete. So wurden eine filigranere Bauweise und größere Spannweiten möglich. Zu diesem Zweck führte er auch eine in Würzburg bis dahin nicht bekannte Mischmauertechnik ein, bei der die statisch stärker belasteten Teile z. B. in hartem, aber schwerem Werkstein oder Ziegelstein ausgeführt werden, während die reinen Gewölbeflächen aus leichtem, jedoch sehr weichem Tuffstein bestehen. Dieses Wissen – samt der unter Greissing geschulten, ausführenden Fachkräfte – nutzte sein Amtsnachfolger Balthasar Neumann als noch junger Baumeister beim Bau der kühnen Gewölbe der Würzburger Residenz. Sogar das wegen seines reduzierten Seitenschubs besonders günstige Hufeisengewölbe, das erst im 19. Jahrhundert durch den Tunnelbau größere Verbreitung fand und den bis dahin in Süddeutschland führenden italienischen Baumeistern nicht geläufig war, wendet Greissing bereits 1710 – in Tuffstein gemauert – bei der Comburger Stiftskirche an.

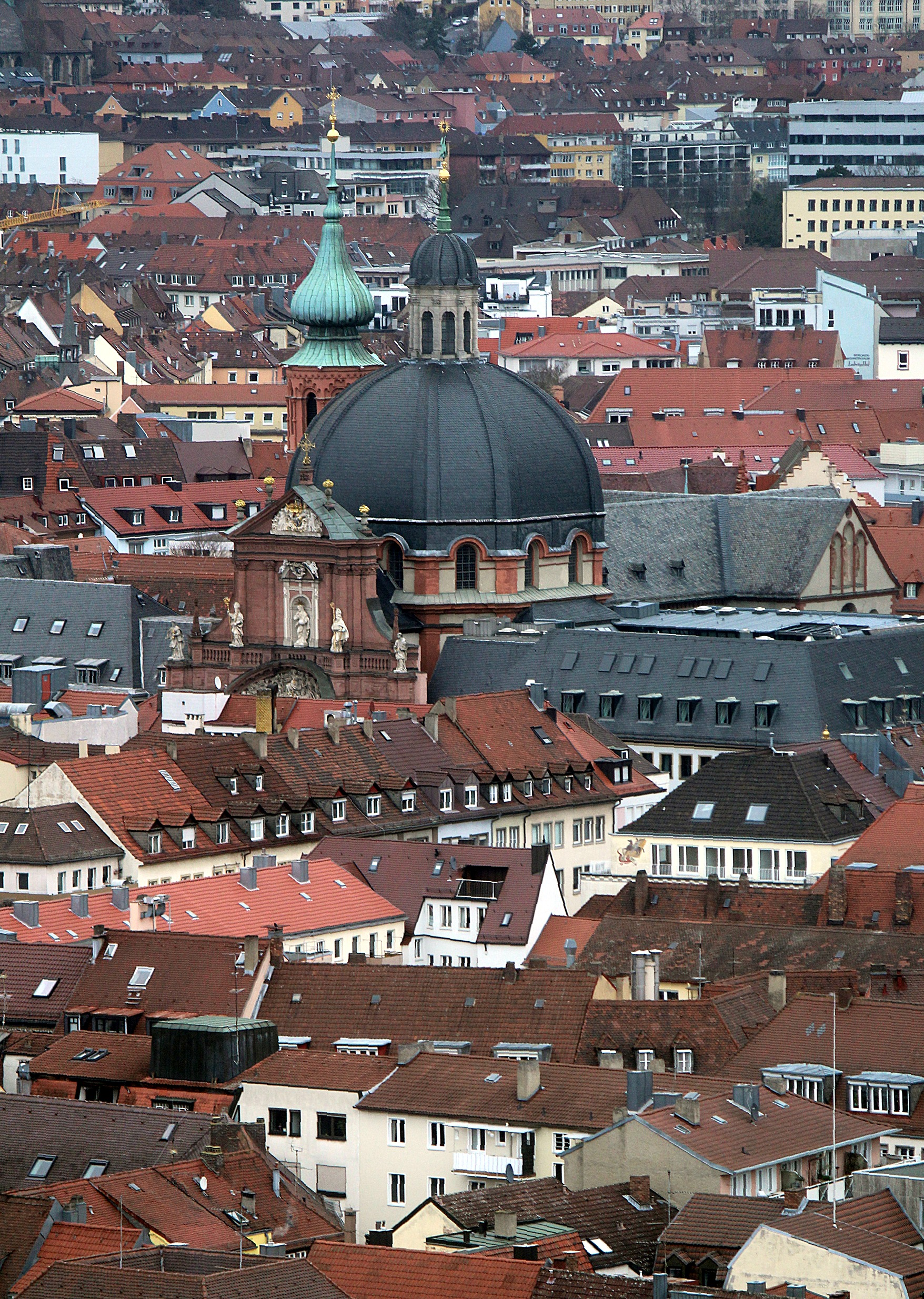
Kuppelbau und Westfassade der Neumünsterkirche in Würzburg

Auch der Entwurf des Kuppelbaus für das Neumünster in Würzburg stammt höchstwahrscheinlich von Greissing, dessen Name, verbunden mit der Bezeichnung Bau= und Werckmeister, in der am 18. Juni 1711 in den Grundstein des Kuppelbaus eingelegten Urkunde explizit genannt wird. Zur Entwurfsgeschichte der Westfassade vor dem Kuppelbau gibt es heute grundsätzlich zwei Meinungen: nach einer Theorie, die seit den 1920er Jahren Verbreitung erfuhr, soll Greissing – dessen Formensprache bis in viele Details hinein unleugbar am Bau zu sehen ist und der unangefochten der Favorit des Fürsten Greiffenclau in Architekturfragen war – die Fassade auf der Basis von Entwürfen Johann Dientzenhofers realisiert haben.   Neuere Quellenforschung (Johannes Mack), die erstmals auch die politischen Verhältnisse aufarbeitet, sowie der erst in jüngster Zeit erbrachte Beweis direkter, persönlicher Kontakte des Stifters der Fassade Greiffenclau zu Künstlern in Rom erhärten die an sich bereits 1915 fundiert vorgetragene These von einer Kollektivplanung durch Würzburger Hofkünstler nach römischen Vorbildern, wobei dem Hofbaumeister Joseph Greissing die Endredaktion zugefallen sein dürfte.
Wenngleich Antonio Petrini noch an den ersten Planungen zum Neubau des Juliusspital-Nordflügels in Würzburg beteiligt war, wurde – entgegen der älteren Literatur – mit den eigentlichen Bauarbeiten erst lange nach Petrinis Tod (8. April 1701) im Folgejahr 1702 durch Greissing begonnen und diese bis 1714 abgeschlossen. Nicht zufällig zeigen sich hier erstmals in Würzburg vom Wiener Frühbarock sowie besonders von dem seinerzeit in Wien und Mähren tätigen Domenico Martinelli angeregte Architekturformen, die Greissings eigene Prägung und die daraus erwachsenen Gestaltungsvorstellungen ausdrücken. Schon dieses erste in seiner Ausführung ganz von Greissing verantwortete größere Werk unterscheidet sich in seinen Fassaden wie auch dem modernen Mansarddach des Fürstenbau genannten Mittelpavillons deutlich von Petrinis oft etwas trockenem Monumentalstil. Parallel dazu errichtete Joseph Greissing für das Juliusspital zwischen 1705 und 1714 einen fantasievollen Gartenpavillon, der viele neue Architekturdetails nach Mainfranken brachte, die anschließend zum typischen Formenvokabular der nächsten Jahrzehnte gehörten. Überhaupt beginnt mit diesem Pavillon, der bereits Rokokotendenzen aufweist, durch Greissing vermittelt, eine neuartige Zierfreude in der Architektur des gesamten Hochstifts Würzburg, die bis in die Landstädte und sogar Dörfer ausstrahlte.
An der von 1705 bis 1709 ausgeführten evangelischen Patronats- und Pfarrkirche in Wilhermsdorf bei Fürth arbeitete er erstmals mit dem Motiv einer Freipfeiler-Emporenhalle, das er an der zwischen 1706 und 1715 entstandenen Ritterstiftskirche St. Nikolaus auf der Comburg bei Schwäbisch Hall vervollkommnete, einem lichtdurchfluteten Bau, der mit seiner offensichtlich an der Renaissance orientierten Architektur bewusst Alter und Herkommen des Ritterstifts betont. Waren in Wilhermsdorf zwischen sämtliche Freipfeiler der Seitenschiffe Emporen eingezogen, beschränken die Emporen sich auf der Comburg auf den Chorbereich sowie den Westteil der Stiftskirche, wodurch im Lang- und Querhaus eine noch größere Lichtfülle erzielt wird. Eine Hängekuppel überspannt die Vierung, die somit zwar optisch betont ist, jedoch nicht zu sehr aus dem renaissancehaften Ebenmaß der Pfeilerfolge heraussticht. In vollendeten Proportionen zeigt das Langhaus der Würzburger Pfarrkirche St. Peter und Paul, 1717 bis 1720 ausgeführt, letztmals das Motiv der Freipfeiler-Emporenhalle im Œuvre des Architekten. Leider ist nur dieser Mittelteil von Greissing ganz neu geplant und errichtet worden, während der auf Wunsch der Bauherrschaft zu erhaltende gotische Chor im Osten, wie auch zwei wiederverwendete romanische Westtürme in jenen Bereichen zu Kompromisslösungen zwangen.
Als Schlüsselbau für die große Tradition der mainfränkischen Einturmfassaden gilt die katholische Pfarrkirche Mariae Himmelfahrt in Friesenhausen, Kreis Haßberge, die er von 1713 bis 1715 errichtete. Diese erste ganz barock durchgeformte Einturmfassadenkirche Frankens bildet zusammen mit den ebenso vornehmen Pfarrkirchen in Gereuth, 1713 begonnen, und der Pfarrkirche in Steinbach bei Lohr am Main, 1718 bis 1721 ausgeführt, den Ausgangspunkt für die zahlreichen Nachfolgebauten dieses Typs, den anschließend auch Balthasar Neumann pflegte. In der Literatur wurden Greissings Einturmfassaden wegen ihrer stilbildenden Kraft bisweilen als „Markenzeichen“ des ehemaligen Hochstifts Würzburg bezeichnet. Joseph Greissing gab damit ein Leitmotiv für das gesamte 18. Jahrhundert in diesem Raum, das, über Neumann und dessen Schüler vermittelt, bis ins Rheinfränkische und an die Mosel strahlen sollte. Auch Greissing selbst schuf noch mehrere Einturmfassadenkirchen. Seine monumentalste Umsetzung, die ab 1716 errichtete und kurz vor seinem Tod 1721 fertig eingewölbte Abteikirche in Theres am Main, fiel nach der Säkularisation der Spitzhacke zum Opfer, ist jedoch in Plänen und Zeichnungen überliefert. Mindestens zwei dieser Planrisse, eine Ansicht der Einturmfassade und ein Grundriss von Kirche und Kloster, befanden sich später im Besitz von Balthasar Neumann, dessen Schüler Johannes Seiz (Seitz) auch eine Kopie des Fassadenrisses anfertigte. Nicht zufällig errichteten Johann Georg Seitz aus Wiesentheid und sein Sohn Johannes später unter Beteiligung Neumanns die Stiftskirche St. Paulin in Trier als Einturmfassade Greissing'scher Prägung.
Im Schlossbau sucht Greissing die Verknüpfung von fränkischer Tradition mit österreichischen sowie französischen Ideen. An Domenico Martinelli und dem Wiener Palastbau orientiert sich der schon genannte Fürstenbau des Würzburger Juliusspitals, während Schloss Bimbach an Martinellis mährische Bauten anknüpft. Von Wien, und zwar direkt von Johann Bernhard Fischer von Erlach, inspiriert ist sowohl das Würzburger Huttenschlösschen, als auch der abgegangene Gartenpavillon in Wiesentheid. Schloss Burgpreppach rekurriert mit seinem kastellartigen Grundriss samt Wassergraben, jedoch kombiniert mit moderner Pavillonbauweise, auf französische Vorbilder verschiedener Epochen. Vaux-le-Vicomte ist Vorbild für das exquisite Ebracher Amtsschloss Burgwindheim und auch das posthume Oberschwappach steht in der französischen Tradition des 17. Jahrhunderts. Wien und Mähren hatte Greissing selbst gesehen. Ob die Kupferstichvorlagen für die französisch inspirierten Werke in den Bibliotheken der Auftraggeber standen oder Greissing selbst solche besaß, ist dabei unerheblich. Immerhin wissen wir von seinen Besuchen auf der Frankfurter Messe, wo auch Bücher und Stichwerke angeboten wurden.
Joseph Greissing starb 1721 unerwartet ahn einer hizigen Kranckheit, obwohl derselbe dem Ansehen nach von einer starcken Gesunthen Natur zu seyn geschienen. In der Sterbematrikel der Würzburger Pfarrei St. Burkard ist unter dem 12. Dezember 1721 verzeichnet: D:[ominus] Josephus Greissing faber lignarius et architectus, superioris Magistratus assessor aet:[atis] 57. a~[nn]orum .11. mensium .3. dierum. confessus et s.[acro] viatico refectus, extremaeque unctio~[n]is Sacramento roboratus.

## Greissingstil – Greissingzeit
Aufgrund der stilprägenden Kraft, die Joseph Greissings Architektur vor allem in den beiden Jahrzehnten der Regierung seines wichtigsten Förderers Johann Philipp II. von Greiffenclau (reg. 1699–1719) im gesamten Hochstift Würzburg entfalten konnte, wurde diese politische Epoche der ersten Greiffenclau-Zeit in der Kunstgeschichte öfter „Greis(s)ing-Zeit“ genannt (erstmals Felix Mader, später Fritz Knapp u. a.). Neben zahlreichen Kirchen, Klosteranlagen, Schlössern, Rathäusern sowie Herrschaftsbauten entstanden auch besonders viele Bürgerhäuser in Greissings charakteristischem Stil. Während diese in der Stadt Würzburg im Zweiten Weltkrieg stark dezimiert wurden, sind sie in den Landstädten noch in großer Zahl erhalten. Von ihm selbst geplant ist in Würzburg unter anderem das ornamentfreudige Haus zum Heubarn (Hof zum Ellringen) in der Sanderstraße 7. Nicht von Greissing stammen hingegen die nach ihm und seiner typischen Fassadengestaltung benannten, sogenannten „Greising-Häuser“ (Neubaustraße 10, 12 und 14) in Würzburg.
Besonders im Vergleich zu der oft von nüchterner Strenge geprägten Architektur seines Amtsvorgängers als Hofbaumeister Antonio Petrini, fällt die neue, auf Wiener Einflüsse und den dort tätigen Domenico Martinelli zurückgehende Tendenz vom pomphaft Ernsten hin zum heiter Frohen bereits an den frühen Aufträgen für das Würzburger Juliusspital ins Auge. Anstelle von Petrinis bisweilen sogar schroffer Plastizität entwickelt Greissing nun ein fein gestuftes Wandrelief auf einem flächenhafteren Grund. Tiefengliederung wird durch perspektivische Raffinessen, wie ganz in die Wand – oder sogar in eine Innenecke! – eingestellte Rundpfeiler, nur vorgetäuscht, wie beispielhaft am Portalrisalit des Würzburger Jesuitenkollegs (Priesterseminar) oder am Roten Bau des Bürgerspitals zu sehen ist. Dazu dienen auch schräge Hinterlegungen, geschweifte, gebrochene oder gezackte Linien, Pilasterbündel, Tuchgehänge sowie der spielerische Umgang mit Wappensymbolen nach Art der Päpste. Eine wichtige Inspirationsquelle für Greissings Dekorationen war der 1701 von Pietro Magno eingebrachte Würzburger Domstuck, aus dem er unter anderem die dekorativen Laubstäbe in sein Formenvokabular übernahm. In Würzburg selbst behauptet sich dieser Stil noch bis etwa 1725, während die Landmeister in Kitzingen, Ochsenfurt, Münnerstadt, Ebern, im gesamten Gebiet der Haßberge oder Neustadt an der Saale noch in den 1740er Jahren Kirchen wie Profanbauten errichten, als wären sie von Greissing selbst entworfen.
Zu Greissings Schülern oder stilistischen Nachfolgern gehörte nicht zuletzt der Würzburger Domkapitelsbaumeister Georg Bayer († 1726), der unter anderem ein 1716 entstandenes, mit überreicher Fassade ausgestattetes Wohnhaus in der Neubaustraße 14 (heute Stadtarchiv) entworfen hat. Bayer wurde fälschlich lange Zeit auch das Huttenschlösschen (Würzburg) zugeschrieben, das jedoch aufgrund von neuen Archivalienfunden als eindeutig durch Greissing geplant und errichtet bezeichnet werden muss.

## Persönlichkeit, Berufsethos und Stellung im fränkischen Barock
Ein besonderes Organisationstalent, verbunden mit großem Geschick in der Menschenführung, dazu außerordentlicher Fleiß und die Fähigkeit sehr individuell auf die Wünsche wie auch Bedürfnisse der Bauherrschaften einzugehen, bildeten den Schlüssel zu Joseph Greissings enormem Erfolg, gleichermaßen als entwerfender Architekt wie als Großbauunternehmer. Gerade sein wirtschaftlicher Erfolg wurde ihm in der älteren Kunstgeschichtsschreibung mit ihrem aus der Romantik des 19. Jahrhunderts stammenden, übersteigerten Geniebegriff, jedoch negativ ausgelegt. So wurde auch sein Bestreben, nach Möglichkeit vorhandene Bausubstanz einzubeziehen, kritisiert, doch ist zu bedenken, unter welchen (Zeit-)Umständen er aufgewachsen war und vor allem noch im ersten Jahrzehnt seiner Würzburger Tätigkeit zu planen hatte: Von 1701 bis 1714 lastete der Spanische Erbfolgekrieg wirtschaftlich und mental auf Staat wie Gesellschaft, sodass sein Mentor Greiffenclau zuerst die Verwaltungsneuordnung des Hochstifts zur Sicherung der Finanzen in Angriff nehmen musste. Ergebnis waren die vielen Amts- und Verwaltungsbauten, Befestigungswerke etc., dazu reine Wirtschaftsgebäude wie Scheuern, Keller, bis hin zu Ställen, Brücken- und Wasserbauten. Nicht zufällig beginnt parallel zum Ende dieses lähmenden Krieges Greissings architektonische Glanzzeit mit den großen Klosteranlagen Ebrach, Theres und Münsterschwarzach, aber auch die ambitionierten Schlossbauten wie Burgpreppach oder Burgwindheim können erst jetzt entstehen. Jäh unterbrochen wird diese Blütezeit weniger durch den Tod Fürstbischof Greiffenclaus 1719, wodurch Balthasar Neumann unter dem neuen Bischof Johann Philipp Franz von Schönborn zum Hofarchitekten aufstieg, sondern vielmehr durch Greissings überraschenden Tod 1721. Da Greissing wegen seiner praktischen Bauerfahrung auf höchstem technischen Niveau, wegen seines Geschicks als Logistiker und nicht zuletzt wegen seiner beherrschenden Stellung als Großbauunternehmer quasi „unabkömmlich“ war, wurde er in seiner unangetasteten Stellung als Hofzimmermeister von Anfang an in den neuen Residenzbau einbezogen, den seine Firma über seinen Tod hinaus bis zur Vollendung über Jahrzehnte erfolgreich begleitete.
Seine Beliebtheit dürfte in seiner Bescheidenheit im Umgang mit Menschen aller Stände zu suchen sein. Während er in offiziellen Schriftstücken beispielsweise „Hochfürstlich Würzburgischer Stadt- und Landbaumeister“, „Kunstbaumeister“ oder „architectus“ genannt wird, lässt er sich allenthalben, vom Prälaten bis zum Handlanger, nur „Meister Joseph“ nennen. Er ist sich nie zu schade auch kleine Nebenaufträge selbst in Augenschein zu nehmen oder sogar Profilschablonen auf die Baustelle zu bringen. Bemerkenswerterweise wurde er als einer der ganz wenigen Favoriten Greiffenclaus nach der „feindlichen Übernahme“ des Bischofsthrons durch Johann Philipp Franz von Schönborn nicht behelligt, sondern vom baupraktischen Auftragsvolumen her sogar auf mindestens demselben Niveau weiterbeschäftigt. Allerdings dürfte ihn die Bevorzugung Balthasar Neumanns als entwerfendem Hofarchitekten persönlich nicht unberührt gelassen haben.
Vergessen wird oft, dass die Entdeckung von Balthasar Neumanns unbestreitbar überragendem Talent in die Greiffenclauzeit fällt und Neumann seine soliden Grundkenntnisse im Zivilbauwesen, nicht zuletzt im Gewölbebau, hauptsächlich auf den Baustellen Greissings erwerben konnte. Von einer zumindest zeitweisen Mitarbeit auch im Baubüro seines Amtsvorgängers ist unbedingt auszugehen. Nur das bereits vorhandene hohe architektonisch Niveau im Hochstift Würzburg ermöglichte ihm solch einen „Schnellstart“. Joseph Greissing ist damit der künstlerische wie auch bautechnische Mittler zwischen Antonio Petrini und Balthasar Neumann.
Joseph Greissings Verhängnis wurde – vor allem in der älteren Literatur – der ständige Vergleich mit dem künstlerisch weit überlegenen Balthasar Neumann, einem europäischen Glanzlicht, gegen das auch ein mehr als nur guter Architekt maßlos abfallen muss. Entscheidend ist jedoch die innere Logik der Werke eines Künstlers: Nicht allein die künstlerische Begabung ist oberstes Kriterium, sondern das künstlerische Wollen unter Berücksichtigung der Zeitumstände sowie der Gesinnung der Auftraggeber. Ein entscheidendes Qualitätskriterium für Kunst ist immer die Frage, inwieweit sie den Geist ihrer Entstehungszeit zu vermitteln imstande ist. Und gerade dies gelingt Joseph Greissing mit seiner Architektur ganz außerordentlich. Sein von allen Bevölkerungsschichten aufgegriffener Stil markiert den Übergang von feierlich würdevollen Formen des Hochbarock zu einem leicht beschwingt heiteren Rokoko, verbunden mit einer besonderen Zierfreudigkeit und einem sicheren Gespür für Proportionen. Nicht umsonst entstand in der Fachwissenschaft der Begriff „Greissingzeit“. Wenngleich er nun zwar in die allgemeine Entwicklung des Barockstils nicht entscheidend eingegriffen hat, ist seine Bedeutung für die mainfränkische Kunst Würzburger Prägung, und hier besonders als Wegbereiter Neumanns, doch enorm. Zu ermessen ist dies nicht zuletzt daran, dass Greissings Einturmfassaden für den mainfränkischen Sakralbau zum Leitmotiv bis zum Spätrokoko avancierten und sogar über Franken hinaus Wirkung entfalten konnten.

## Werke (Auswahl)

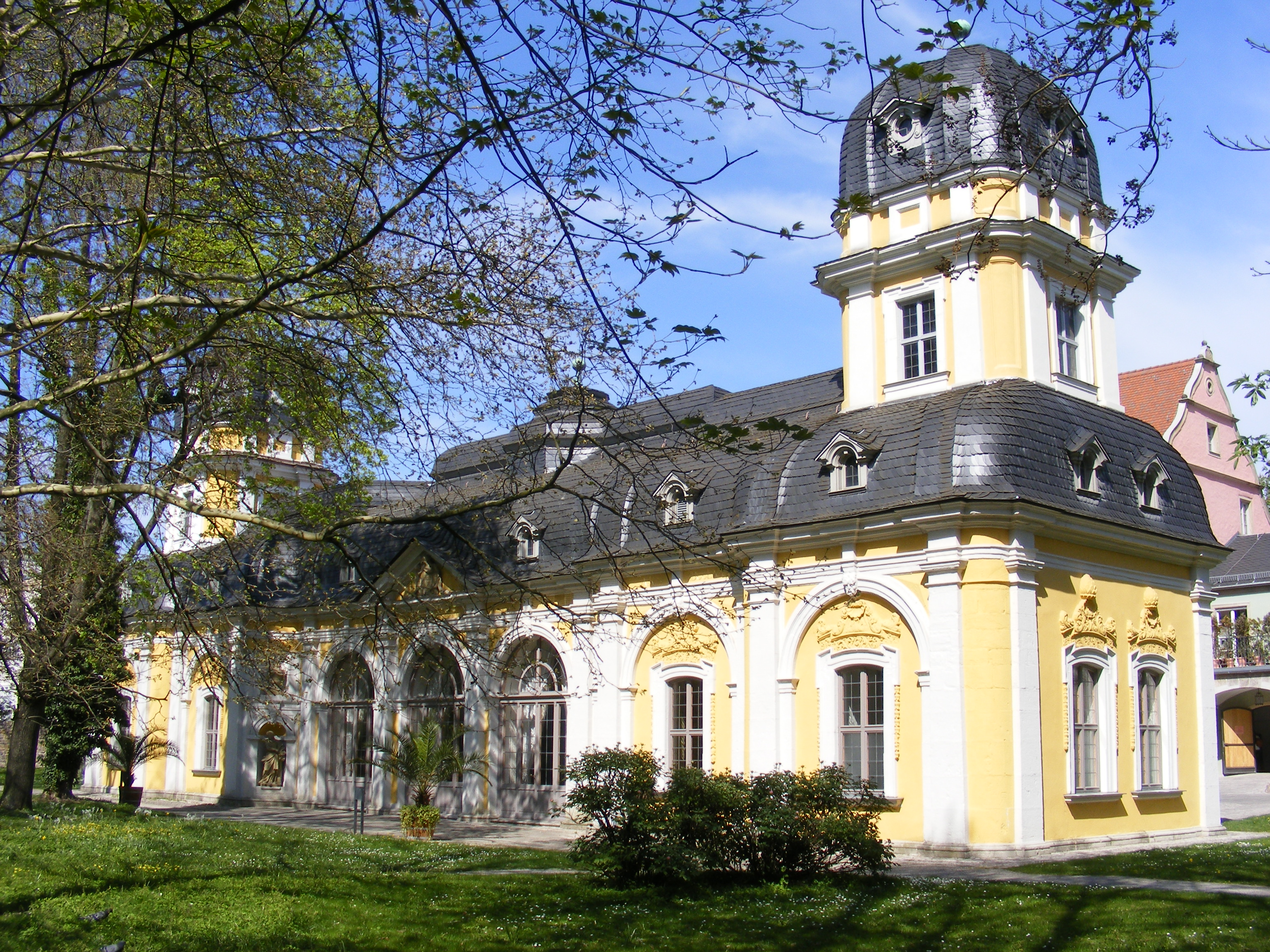
Gartenpavillon des Juliusspitals Würzburg, 1705 bis 1714, nach den Plänen Greissings errichtet

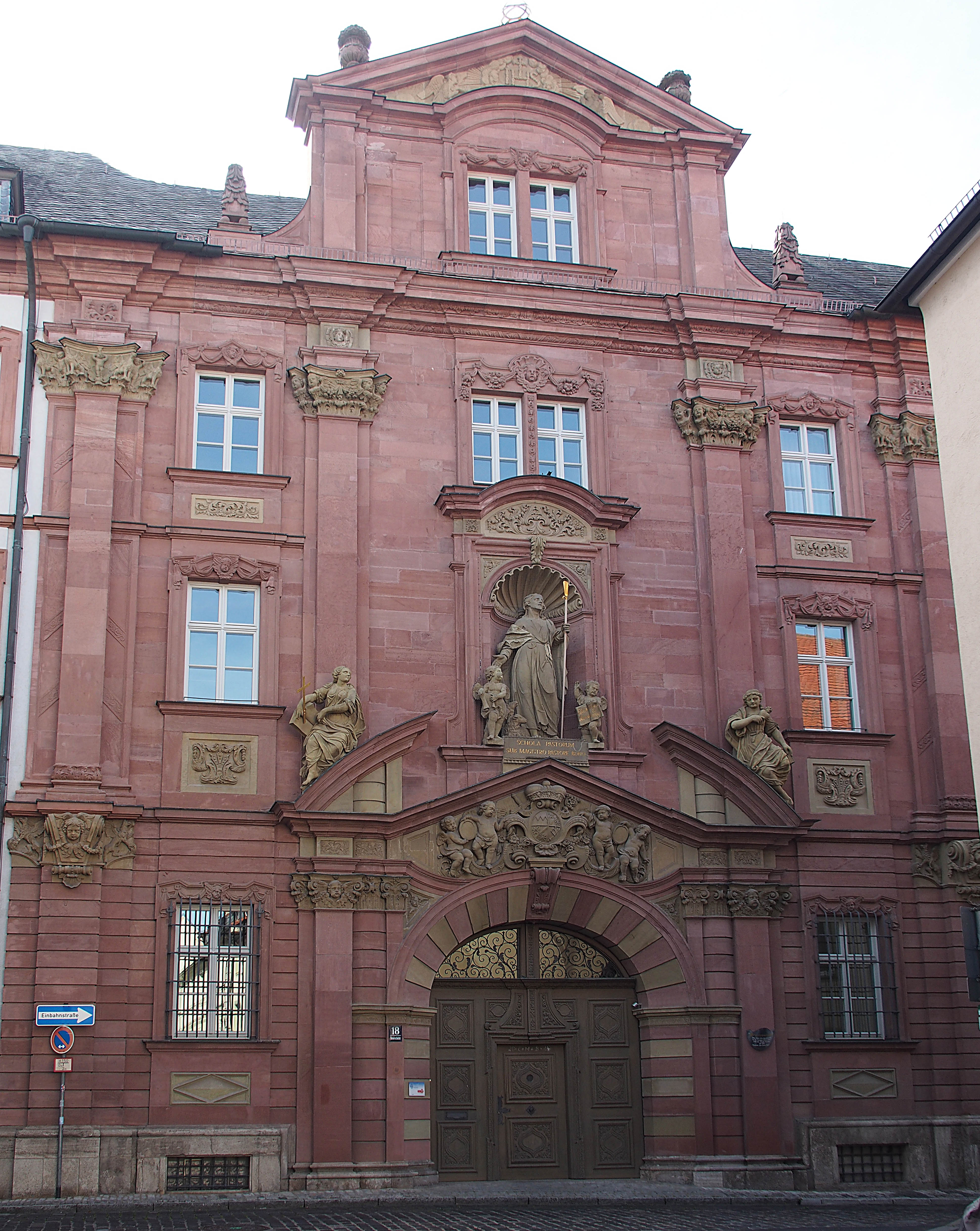
Priesterseminar Würzburg, 1715 bis 1719 von Greissing als Jesuitenkolleg erbaut

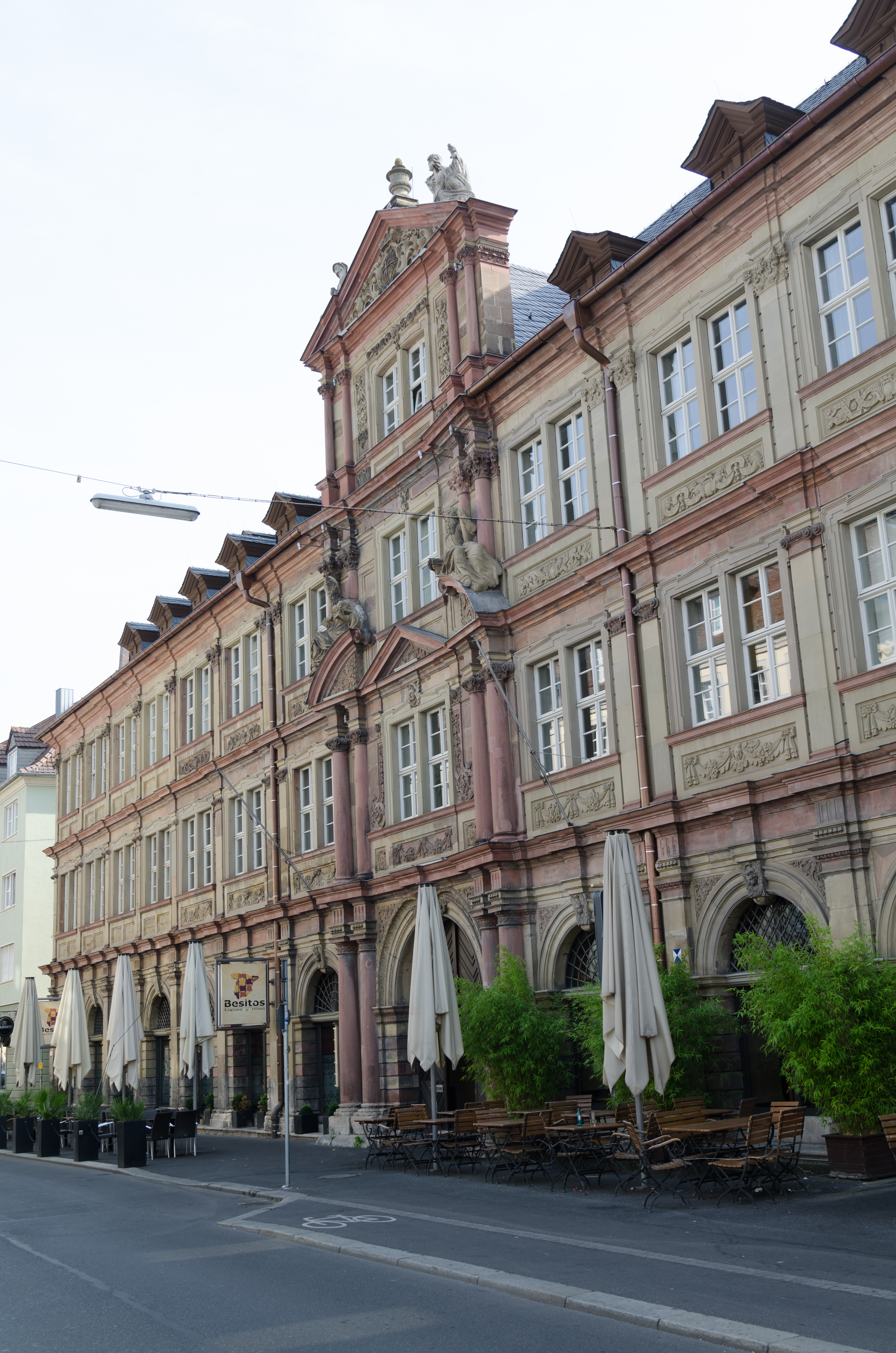
Rückermainhof in Würzburg, 1715 bis 1721 (bis 1723) von Greissing erbaut

- 1698–1704: Universitäts- oder Neubaukirche Würzburg; anfangs noch als Palier Adam Nicks († 1698) mit Zimmerarbeiten betraut, war Greissing neben Antonio Petrini († 1701) planerisch am Oktogon des Turmes tätig; Turmkuppel samt Laterne sind als „Würzburger Meisterstück“ ganz eigenständig entworfen.
- 1698ff.: Zimmerarbeiten am alten Schloss Schillingsfürst und dessen Wirtschaftshof; anfangs als erster Palier Adam Nicks, später selbständige Planungen zu einem Schlossneubau, die vermutlich nicht umgesetzt wurden.
- ca. 1698 bis mindestens 1715: Anfangs Zimmerarbeiten am Augustinerchorherrenstift Triefenstein, zunehmend auch Entwurfstätigkeit.
- 1699: Zisterzienserabtei Bronnbach an der Tauber; früheste gesicherte Nennung Greissings als „baumeister Joseph in würtzburg“.
- 1699–1700: Katholische Pfarrkirche St. Petrus in Ketten in Burkardroth zusammen mit Christian Hermann
- 1700–1714: Juliusspital-Nordflügel in Würzburg. Erste Planungen noch zusammen mit Petrini, der am 8. April 1701 stirbt. Im Herbst 1701 Abbruch des ausgebrannten Vorgängerbaus durch den nun allein verantwortlichen Greissing. Eigentlicher Baubeginn im Frühjahr 1702. Greissing archivalisch bereits 1700 als „Baumeister“ verbürgt.
- 1705? oder später: Torbau und Nebengebäude am Schloss Elfershausen
- 1705–1709: Evangelische Patronats- und Pfarrkirche in Wilhermsdorf bei Fürth
- 1706–1708: Rathaus Eibelstadt
- 1707–1715: Neubau der Stiftskirche St. Nikolaus für das Ritterstift Comburg bei Schwäbisch Hall, Planungen seit 1706
- 1708–1710: Ostflügel mit Einfahrtsportal und Hofgebäude des Amtsschlosses Ebenhausen
- 1708–1710: Amtshaus in Mainberg
- 1709–1711: Katholische Pfarrkirche in Kleinbardorf
- 1709: Für das Stift Haug eine Mühle in Versbach. Es handelt sich zweifelsfrei um die Herrenmühle an der Straße nach Rimpar (Versbacher Str. 220).
- 1709–1713: Beteiligung am Zeughaus auf der Festung Marienberg in Würzburg
- um 1709: Friesenhäuser Schloss in Giebelstadt, heute Rathaus
- um 1710: Neues Schloss Trappstadt
- 1710: Amtshaus in Künzelsau
- 1710–1712: Zisterzienserabteikirche Schöntal an der Jagst, Eingriff in die Fassadenplanung, Ausführung der Türme und sämtlicher Dachwerke
- 1710–1715: Wallfahrtskirche auf dem Berg Einkorn bei Schwäbisch Hall
- 1711–1713: Kapuzinerkloster Kleincomburg und Umbauten an der romanischen Klosterkirche St. Ägidius (Kleinkomburg)
- 1711–1713: Katholisches Pfarrhaus in Ochsenfurt
- 1711–1715: Katholische Pfarrkirche in Trappstadt, Planungen seit 1707
- 1711–1721: Umbau- und Neubauarbeiten an der Neumünsterkirche in Würzburg. Einwölbung des Langhauses und Kuppelbau. Die Fassade wohl in Kollektivplanung mit Würzburger Hofkünstlern.
- 1712–1714: Talkirche Münnerstadt im Rannunger Tal bei Münnerstadt
- 1712–1714: Hof zum Heubarn, Sanderstraße 7, in Würzburg
- 1713–1715: Katholische Schloss- und heutige Pfarrkirche Mariae Himmelfahrt in Friesenhausen, Kreis Haßberge. Erste barocke Einturmfassadenkirche in Mainfranken.
- ab 1713: Katholische Pfarrkirche, Pfarrhaus, Renteigebäude u. a. in Gereuth bei Ebern, Kreis Haßberge
- 1714–1716: Katholische Schlosskirche in Albersdorf bei Ebern, Kreis Haßberge
- 1714–1715: Katholische Pfarrkirche Heiliges Kreuz in Bad Kissingen-Hausen
- 1714: hochstiftisches Amtsmagazin in Seßlach
- 1714: Klostermühle für das Augustinerchorherrenstift Triefenstein (vermutlich abgegangen)
- 1715–1721 ff.: Huttenspital in Arnstein, dort auch ein Amtshaus u. a. Arbeiten am Schloss
- 1715–1718: Schütthaus für die Zisterzienserabtei Bronnbach an der Tauber. Dort bereits 1699/1700 archivalisch als „baumeister“ genannt und tätig.
- 1715–(1718?): Johanneshof oder Closter St: Ioannis bei Sulzfeld im Grabfeld, neue Kirche (im 19. Jh. abgegangen) und Klosterbau bzw. Amtskellerei als Winkelbau erhalten.
- 1715–1719: Nordflügel des Jesuitenkollegs in Würzburg (ab 1773 das Priesterseminar Würzburg)
- 1715–1721 ff.: Rückermainhof als Amtshof des Ritterstifts St. Burkard in Würzburg (Karmelitenstraße 20)
- 1716–1720: Amtshaus, heute Landratsamt, in Bad Neustadt an der Saale
- 1716–1721 ff.: Schloss Burgpreppach in Burgpreppach
- 1716–1721 ff.: Ehrenhofanlage der Zisterzienserabtei zu Ebrach im Steigerwald. 1716 auch ein großer, eleganter Dachreiter nach Art und von der Größe einer Vierungskuppel für die Abteikirche. Projekte für mehrere Kloster- und Amtshöfe, besonders für Schloss Burgwindheim und das posthum errichtete Amtsschloss Oberschwappach.
- 1716: Langhaus der Katholischen Pfarrkirche in Goßmannsdorf bei Hofheim in UFr., Kreis Haßberge
- 1716–1718: Rathaus in Iphofen
- 1716–1721 ff.: Abteikirche für die Benediktinerabtei Theres am Main (1809 abgebrochen) und Planungen zu den Abteigebäuden, heute Schloss Obertheres
- 1716–1717: Weißes Schloss, heute katholische Pfarrkirche, in Zellingen am Main
- 1717–1719: Schloss (Neue Vogtei) in Birnfeld
- 1717–1719: Amtshaus, heute Finanzamt, in Ebern
- 1717–1720: St. Ägidius in Oberwittighausen
- 1717/1718: Bauaufnahme der Domtürme im Auftrag von Fürstbischof und Domkapitel als Grundlage für eine geplante Barockisierung der Domfassade in Würzburg. Anschließend Anfertigung der sogenannten „Würzburger Umarbeitung“, einer Überarbeitung eines Entwurfs des Maximilian von Welsch, durch Greissing.
- 1717–1718: Roter Bau für das Bürgerspital in Würzburg
- 1717–1718: Fürstlicher Marstall auf der Festung Marienberg in Würzburg, im 19. Jh. abgebrochen
- 1717–1720: Katholische Pfarrkirche St. Peter und Paul in Würzburg
- 1718 ff.: Schloss und Hofgebäude in Hohlach bei Uffenheim
- 1718–1719: Haus Wertheimer in Marktbreit
- 1718–1721 ff.: Gesamtkonzept für eine Klosteranlage einschließlich einer neuen Abteikirche für die Benediktinerabtei Münsterschwarzach. Ausführung der Ehrenhofanlage, im 19. Jh. abgebrochen. Greissings Entwürfe für die Abteikirche flossen später in die Planungen Balthasar Neumanns mit ein, dessen Kirche ebenfalls Opfer der Säkularisation wurde.
- 1718–1721: Katholische Patronats- und Pfarrkirche St. Joseph in Steinbach bei Lohr
- 1718 ff.: Priorat und Gastbau für die Kartause in Tückelhausen
- 1718–1720 (–1721?): Barockisierender Umbau des Schlosses Walkershofen bei Uffenheim
- 1718–1720: Dachwerk eines Gartenhauses für Rudolph Franz Erwein Graf Schönborns Schlosspark in Wiesentheid, nicht erhalten, die Pläne jedoch bei Johann David Fülck 1720 publiziert.
- 1718: Umbauarbeiten, u. a. Einbau eines aufwändigen Portals samt geschweifter Freitreppe, am Domherrenhof Conti, heute Bischofspalais, in Würzburg.
- 1719–1721: Amtskellerei, heute neues Rathaus, in Haßfurt am Main.
- 1719: Schelfenhaus in Volkach. Greissing liefert zumindest Entwürfe; in die Portalgestaltung ist sein Vorschlag für die nicht ausgeführte Würzburger Domfassade eingeflossen.
- 1719–1721: Huttenschlösschen und weitere Gebäude für den Hutten’schen Garten in Würzburg. Ein eleganter Gartenpavillon – früher fälschlich für ein Werk Balthasar Neumanns gehalten – wurde im 19. Jahrhundert nach Ramholz bei Schlüchtern transloziert.
- 1719–1721 ff.: Übernahme der Zimmerarbeiten am Residenzbau in Würzburg. Nach Greissings Tod fortgeführt durch seinen Palier Leonhard Stahl d. Ä. und später durch seinen Sohn Johann Leonhard Greissing, die jeweils die Stelle als Hofzimmermeister innehatten.
- 1719: Talaveraschlösschen in Würzburg
- 1719: Palais Würtzburg, Turmgasse 11, heute Kulturamt, in Würzburg
- vor 1720: Neuer Schüttboden, später Amtshaus genannt, heute Grundschule, in Aura im Sinngrund
- 1720–1721 ff.: Ebracher Amtsschloss in Burgwindheim. Bei Greissings Tod 1721 waren die Rohbauarbeiten abgeschlossen und ein Drittel des Daches fertig geschiefert.

## Ehrungen (Auswahl)
- Joseph-Greissing-Straße in Schwäbisch Hall
- Josef-Greising-Schule in Würzburg
- Greisingstraße in Würzburg